# Halcyonair
Halcyonair - Cabo Verde Airways fue una aerolínea con base en Sal, Cabo Verde. Fue fundada en febrero de 2005 y efectuaba vuelos de cabotaje entre las islas de Cabo Verde desde su base principal del Aeropuerto Internacional Amílcar Cabral.

## Antiguos destinos
| País        | Destinos                                      | Aeropuertos |
| ----------- | --------------------------------------------- | ----------- |
| Cabo Verde  | Destinos                                      | Aeropuertos |
| Boa Vista   | Aeropuerto Internacional Aristides Pereira    |             |
| Maio        | Aeródromo de Maio                             |             |
| Praia       | Aeropuerto Internacional Nelson Mandela       |             |
| Sal         | Aeropuerto Internacional Amílcar Cabral (HUB) |             |
| São Filipe  | Aeródromo de São Filipe                       |             |
| São Nicolau | Aeródromo de Preguiça                         |             |
| São Vicente | Aeropuerto Internacional Cesária Évora        |             |

## Flota histórica
La flota de Halcyonair incluía los siguientes aviones:
| Aeronaves | Total | Introducido | Retirado | Matrículas      |
| --------- | ----- | ----------- | -------- | --------------- |
| ATR 42    | 2     | 2005        | 2013     | D4-CBQ y D4-CBW |